# الإنسان يقترح، الرب يتصرف (لوحة)
الإنسان يقترح، الربّ يتصرف (بالإنجليزية: Man Proposes, God Disposes)‏ هي لوحة زيتية على القماش تعود لعام 1864 بريشة الرسام الإنجليزي السير إدوين لاندسير. تم استلهام العمل من البحث عن رحلة فرانكلين المفقودة التي اختفت في القطب الشمالي بعد عام 1845. اللوحة موجودة في مجموعة رويال هولواي، جامعة لندن، وهي موضع أسطورة حضرية خرافية مفادها بأن اللوحة مسكونة.

## وصف
تتبنى اللوحة الألوان الداكنة لأعمال لاندسير اللاحقة. يُظهر المشهد اثنين من الدببة القطبية بين حطام الرحلة المتناثر - توجد بقايا ممزقة لراية حمراء، شراع، وعظام بشرية، والتي وصفها ويليام مايكل روسيتي بأنها «أتعس حالة الأغشية». تُظهر الصورة الإنسانية والحضارة هزمتهم «الطبيعة، حمراء في الأسنان والمخلب»، ويمكن اعتبارها تعليقًا على أزمة الانتصار والإمبريالية البريطانية في منتصف القرن التاسع عشر.

## خلفية
تصور اللوحة مشهدًا متخيلًا في القطب الشمالي في أعقاب رحلة السير جون فرانكلين في عام 1845 لاستكشاف الممر الشمالي الغربي. غادر 134 رجلاً من بعثة فرانكلين في مايو 1845 على اثنين من كاسحات الجليد التي تعمل بالبخار، وهما HMS Erebus و HMS Terror. بعد أن غادر خمسة من السفينة، شوهدت سفينة صيد الحيتان الـ 129 الباقين آخر مرة في لانكستر ساوند في يوليو 1845 ، لكنهم اختفوا بعد ذلك دون أن يترك أثرا في الجليد. كانت البعثة مجهزة جيدًا لرحلة استغرقت عدة سنوات، ولكن في النهاية، تم إرسال فرق البحث مع مرور الوقت ولم يتم إجراء أي مشاهدات أخرى. في عام 1854 ، روى شعب الإنويت حكايات مشاهد في عام 1850 للكابتن جون راي من شركة خليج هدسون، ووجد بعض الجثث في جزيرة الملك ويليام. أبلغ راي أيضًا عن وجود شكوك حول أكل لحوم البشر بين الناجين الأخير. في عام 1859 ، نشر فرانسيس ليوبولد مكلينتوك كتاباً، سرد فيه رحلته على سفينة الثعلب بحثًا عن فرانكلين من 1857 إلى 1859 ، واكتشافه بقايا طاقمين في جزيرة الملك ويليام.
قد تكون اللوحة مستوحاة أيضًا من لوحة كاسبار ديفيد فريدريش عام 1824 بعنوان (بحر الجليد)، أو لوحة (الجبل الجليدي) لفريدريك إدوين تشيرش، والتي عُرضت لأول مرة في نيويورك عام 1861 وعرضت في لندن عام 1863.

## أصل الأسم

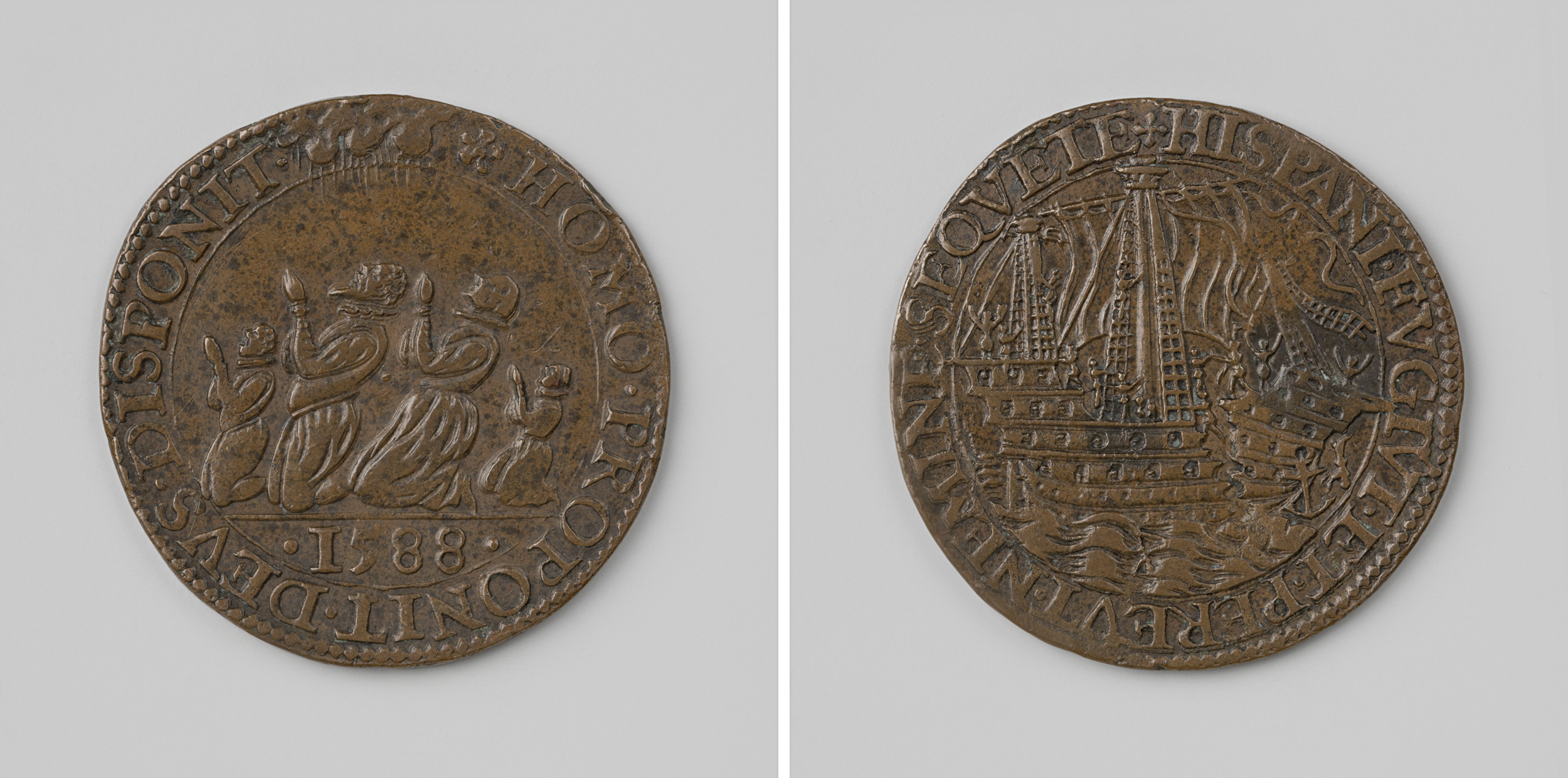
ميدالية هولندية عام 1588 تحمل النقش اللاتيني Homo Proponit Deus Devices (يقترح الأنسان، الرب يتصرف).

عبارة «الإنسان يقترح، لكن الله يتصرف» هي ترجمة للعبارة اللاتينية "Homo proponit، sed Deus disponit" من الكتاب الأول، الفصل 19، من تقليد المسيح، كتاب من القرن الخامس عشر لرجل الدين الألماني توماس كيمبيس. تستخدمه بعض ترجمات الكتاب المقدس المحدثة والمعاد صياغتها لترجمة أمثال 19:21، لكن أصل تلك الآية أطول وأكثر تفصيلاً.
تم وضع العبارة أيضًا على ميدالية تذكارية هولندية احتفالًا بانتصار الإليزابيث الإنجليزي البروتستانتي في عام 1588 على الأرمادا الإسباني الكاثوليكية.
يظهر استخدام مشابه ولكن أقدم بكثير في السطور الختامية لـ «ندوة» لوسيان (حوالي 150 بعد الميلاد)، نقلاً عن السطور الختامية لكتاب يوربيديس (القرن الخامس قبل الميلاد): "πολλὰ δ᾽ ἀέλπτως κραίνοσι θεοί " (ترجمة، «الآلهة تأتي بأمور كثيرة إلى نهايات مفاجئة»).

## استقبال
عُرضت اللوحة في المعرض الصيفي للأكاديمية الملكية لعام 1864. تمت دعوة السيدة فرانكلين زوجة قبطان السفيتة المنكوبة إلى المعرض، لكنها تجنبت الرسمة. وصفت صحيفة آرت جورنال بأن اللوحة تجمع «الشعر، والشفقة، والرعب» و «العظمة المأساوية»، بيعت اللوحة في مزاد لتوماس هولواي عام 1881. وهي معلقة حاليًا في معرض الصور في رويال هولواي بجامعة لندن.

### خرافة
من الموثق جيدًا أن الطلاب في رويال هولواي يعتقدون أن اللوحة مسكونة. يأتي ذلك من الأسطورة الحضرية القائلة بأن طالبًا كان يجلس في امتحاناته في عشرينيات ثلاثينيات القرن الماضي قد طعن عينه بقلم رصاص، وكتب «الدببة القطبية جعلتني أفعل ذلك» على ورقة الامتحان، في إشارة إلى اللوحة، وانتحر. ومع ذلك، لا يوجد سجل جامعي للوفاة في معرض الصور. هناك أسطورة بين الطلاب يعود تاريخها إلى الستينيات على الأقل وهي أن أي شخص يجلس أمام اللوحة أثناء الامتحان سيفشل فيها. بسبب التصور بأن اللوحة نذير شؤم، هناك تقليد جامعي يتطلب تغطية اللوحة مؤقتًا بجاك الاتحاد عندما تكون امتحانات الطلاب جارية. ويرجع هذا إلى حادثة وقعت في السبعينيات حيث قام مراقب الامتحان على عجل بتغطية اللوحة بأول شيء وجده سيكون كبيرًا بما يكفي، حيث رفض أحد الطلاب أداء امتحانه أمام اللوحة المكشوفة.

## الرسام

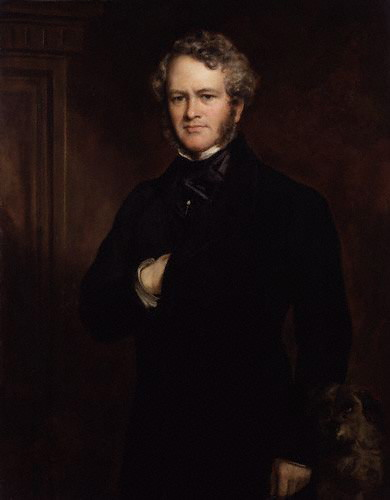
السير إدوين هنري لاندسير

السير إدوين هنري لاندسير سنة (1802-1873) رسامًا ونحاتًا إنجليزيًا،  معروفًا بلوحاته للحيوانات - خاصة الخيول والكلاب والأيول. ومع ذلك، فإن أشهر أعماله هي منحوتات الأسد في قاعدة عمود نيلسون في ميدان ترافالغار. ولد لاندسير في لندن، وهو ابن النحات جون لاندسير  وجين بوتس. لقد كان شيئًا من المعجزة التي تم التعرف على مواهبها الفنية في وقت مبكر. درس على يد العديد من الفنانين، بما في ذلك والده، ورسام التاريخ بنيامين روبرت هايدون، الذي شجع لاندسير الشاب على إجراء التشريح من أجل فهم كامل للعضلات والهيكل العظمي للحيوان. ارتبطت حياة لاندسير بالأكاديمية الملكية. في سن الثالثة عشرة فقط، في عام 1815 ، عرض أعمالًا هناك. انتخب عضوا منتسبا في الرابعة والعشرين من عمره، ثم بعد ذلك بخمس سنوات عام 1831 أصبح أكاديمي. كان لاندسير شخصية بارزة في الفن البريطاني في القرن التاسع عشر، ويمكن العثور على أعماله في متحف تيت بريطانيا ومتحف فيكتوريا ومجموعة والاس في لندن. كما تعاون مع زميله الرسام فريدريك ريتشارد لي. كانت شعبية لاندسير في بريطانيا الفيكتورية كبيرة، وكانت شهرته كرسام للحيوانات منقطعة النظير. نتج الكثير من شهرته - ودخله - من خلال نشر نقوش لأعماله، وكثير منها من قبل شقيقه توماس.